# Episodi di The George Burns Show
La prima e unica stagione della serie televisiva The George Burns Show è andata in onda negli Stati Uniti dal 21 ottobre 1958 al 14 aprile 1959 per un totale di 25 episodi.
| nº | Titolo originale                       | Prima TV USA     |
| -- | -------------------------------------- | ---------------- |
| 1  | George and the Private Eye             | 21 ottobre 1958  |
| 2  | Jack Benny Comes Over                  | 31 ottobre 1958  |
| 3  | The French Revue                       | 11 novembre 1958 |
| 4  | A Walk on for George                   | 18 novembre 1958 |
| 5  | The 18 Year Old Novelist               | 25 novembre 1958 |
| 6  | Tony Martin Visits                     | 2 dicembre 1958  |
| 7  | George's Eviction                      | 9 dicembre 1958  |
| 8  | Eddie Fisher Guests                    | 16 dicembre 1958 |
| 9  | La Vie En Rose or A Wife for Christmas | 23 dicembre 1958 |
| 10 | Dale Robertson Guests                  | 30 dicembre 1958 |
| 11 | George Signs Carol Channing            | 6 gennaio 1959   |
| 12 | Anna Maria Alberghetti Guests          | 13 gennaio 1959  |
| 13 | George on Juke Box Jury                | 20 gennaio 1959  |
| 14 | Rosemary Clooney Guests                | 27 gennaio 1959  |
| 15 | Carol Channing Guests                  | 3 febbraio 1959  |
| 16 | Xavier Cugat and Abbe Lane Guest       | 10 febbraio 1959 |
| 17 | Howard Duff Guests                     | 17 febbraio 1959 |
| 18 | Ronnie Takes an Apartment              | 24 febbraio 1959 |
| 19 | Jimmie Rodgers Moves in with Ronnie    | 20 gennaio 1959  |
| 20 | The Landlord's Daughter                | 10 marzo 1959    |
| 21 | The Orchid Room or Contract to Sing    | 17 marzo 1959    |
| 22 | George's Trial                         | 24 marzo 1959    |
| 23 | Breaking Up the Team                   | 31 marzo 1959    |
| 24 | The Monster Trend                      | 7 aprile 1959    |
| 25 | George Invests in a Record Company     | 14 aprile 1959   |

## George and the Private Eye
- Prima televisiva: 21 ottobre 1958

### Trama
- Guest star: Jack Benny (Jack Benny), Bea Benaderet (Blanche Morton), Lisa Davis (Hula Hips Jenkins), Robert Cummings (se stesso), Jack Albertson (Tony London), Larry Keating (Harry Morton)

## Jack Benny Comes Over
- Prima televisiva: 31 ottobre 1958

### Trama
- Guest star: Jack Benny (Jack Benny), Bea Benaderet (Blanche Morton), Larry Keating (Harry Morton), Lisa Davis (Hula Hips Jenkins), Judi Meredith (Bonnie Sue McAfee)

## The French Revue
- Prima televisiva: 11 novembre 1958

### Trama
- Guest star: Chana Eden (Girl From Folies Bergere), Bea Benaderet (Blanche Morton), Larry Keating (Harry Morton), Charity Grace (Girl From Folies Bergere), Barbara Stuart (Lily)

## A Walk on for George
- Prima televisiva: 18 novembre 1958

### Trama
- Guest star: Norman Alden (Police Officer), William Goetz (se stesso), Peggy Knudsen (segretario/a), Barbara Stuart (Lily the Waitress)

## The 18 Year Old Novelist
- Prima televisiva: 25 novembre 1958

### Trama
- Guest star: Marianne Gaba

## Tony Martin Visits
- Prima televisiva: 2 dicembre 1958

### Trama
- Guest star: Charles Bagby (Sid), Jack Albertson (Tony London), Lisa Davis (Miss Jenkins), Lillian Bronson (Miss Willoughby), Tony Martin (se stesso)

## George's Eviction
- Prima televisiva: 9 dicembre 1958

### Trama
- Guest star: Douglass Dumbrille (Mr. Knox), Charles Carmen (Knife-Thrower), Barbara Stuart (Lily), Lewis Martin (Mr. Benson), Charles Bagby (Sid), Jerry Summers (Tumbler)

## Eddie Fisher Guests
- Prima televisiva: 16 dicembre 1958

### Trama
- Guest star: Eddie Fisher (se stesso - Guest Vocalist), Judi Meredith (Bonnie Sue McAfee), The Three Dunhills (loro stessi - Guest Tap Dancers)

## La Vie En Rose or A Wife for Christmas
- Prima televisiva: 23 dicembre 1958

### Trama
- Guest star: Chantal Noel (Collette the Singer), Charles Bagby (Sid), Benny Rubin (Mr. Miller), Jimmie Rodgers (se stesso / Commercial), Barbara Stuart (Lily the Waitress)

## Dale Robertson Guests
- Prima televisiva: 30 dicembre 1958

### Trama
- Guest star: Bea Benaderet (Blanche Morton), The Lennon Sisters (loro stessi - Guest Vocalists), Judi Meredith (Bonnie Sue McAfee), Dale Robertson (se stesso)

## George Signs Carol Channing
- Prima televisiva: 6 gennaio 1959

### Trama
- Guest star: Carol Channing (se stessa), Bea Benaderet (Blanche Morton), Larry Keating (Harry Morton), Lisa Davis (Hula Hips Jenkins), Judi Meredith (Bonnie Sue McAfee)

## Anna Maria Alberghetti Guests
- Prima televisiva: 13 gennaio 1959

### Trama
- Guest star: Anna Maria Alberghetti (se stessa), Bea Benaderet (Blanche Morton), Jeff Alexander Orchestra (loro stessi), Larry Keating (Harry Morton)

## George on Juke Box Jury
- Prima televisiva: 20 gennaio 1959

### Trama
- Guest star: Cathy Heflin (Cathy Heflin), Bob Cummings Jr. (Bob Cummings, Jr.), Gary Lewis (Gary Lewis), Dena Kaye (Dena Kaye), Bea Benaderet (Blanche Morton), Peter Potter (Peter Potter / Emcee)

## Rosemary Clooney Guests
- Prima televisiva: 27 gennaio 1959

### Trama
- Guest star: Bea Benaderet (Blanche Morton), Rosemary Clooney (se stessa - Guest Vocalist)

## Carol Channing Guests
- Prima televisiva: 3 febbraio 1959

### Trama
- Guest star: Bea Benaderet (Blanche Morton), Carol Channing (se stessa - Guest Vocalist), Larry Keating (Harry Morton), Judi Meredith (Bonnie Sue McAfee)

## Xavier Cugat and Abbe Lane Guest
- Prima televisiva: 10 febbraio 1959

### Trama
- Guest star: Xavier Cugat (se stesso - Guest Bandleader), Bea Benaderet (Blanche Morton), Abbe Lane (se stesso - Guest Vocalist / Dancer), Larry Keating (Harry Morton), Judi Meredith (Bonnie Sue McAfee)

## Howard Duff Guests
- Prima televisiva: 17 febbraio 1959

### Trama
- Guest star: Howard Duff (Howard Duff)

## Ronnie Takes an Apartment
- Prima televisiva: 24 febbraio 1959

### Trama
- Guest star: Jill Corey (se stessa - Guest Pop Vocalist), Mellow Man Ace (Guest Quartet), Judi Meredith (Bonnie Sue McAfee), Raymond Greenleaf (Edmund Prentice), The Steiner Brothers (loro stessi - Guest Dance Team)

## Jimmie Rodgers Moves in with Ronnie
- Prima televisiva: 20 gennaio 1959

### Trama
- Guest star: The Gardner Sisters (loro stessi - Guest Vocalist Trio), Jimmie Rodgers (se stesso)

## The Landlord's Daughter
- Prima televisiva: 10 marzo 1959

### Trama
- Guest star: Lisa Davis (segretario/a), Douglass Dumbrille (Landlord Knox), Mary Tyler Moore (Linda Knox)

## The Orchid Room or Contract to Sing
- Prima televisiva: 17 marzo 1959

### Trama
- Guest star: Larry Keating (Harry Morton), Bea Benaderet (Blanche Morton), Sheila Sullivan (Peggy), Judi Meredith (Bonnie Sue McAfee), Howard Wendell (Mr. Daughter)

## George's Trial
- Prima televisiva: 24 marzo 1959

### Trama
- Guest star: Bea Benaderet (Blanche Morton), Lisa Davis (Hula Hips Jenkins), Larry Keating (Harry Morton)

## Breaking Up the Team
- Prima televisiva: 31 marzo 1959

### Trama
- Guest star: Hayden Rorke (Producer Jessup), Judi Meredith (Bonnie Sue McAfee), Jean Willes (Norma Willis), Dickie Humphreys (se stesso - Tap Dancer), Bea Benaderet (Blanche Morton), Larry Keating (Harry Morton), Charles Reade (Magician)

## The Monster Trend
- Prima televisiva: 7 aprile 1959

### Trama
- Guest star: Judi Meredith (Bonnie Sue McAfee)

## George Invests in a Record Company
- Prima televisiva: 14 aprile 1959

### Trama
- Guest star: Bea Benaderet (Blanche Morton), Larry Keating (Harry Morton)